# Elecciones generales de Angola de 2012
Las elecciones generales de Angola de 2012 se llevaron a cabo el 31 de agosto para escoger a los 220 escaños de la Asamblea Nacional. Fueron el segundo proceso electoral posterior a la guerra civil, y las terceras elecciones multipartidistas. El resultado fue una victoria aplastante y cuestionada para el Movimiento Popular de Liberación de Angola, que mantuvo su hegemonía sobre la vida política del país con 175 escaños. Durante la campaña, el principal partido de la oposición, la Unión Nacional para la Independencia Total de Angola (UNITA) y su ramificación, CASA-CE, acusaron y criticaron al gobierno de corrupción y pidieron mayor transparencia. Esto también llevó a protestas y arrestos el día antes de las elecciones.

## Antecedentes
Aunque la UNITA había aceptado el resultado de las elecciones legislativas de 1992, rechazó el resultado presidencial, en el cual competían José Eduardo dos Santos (MPLA) y Jonas Savimbi (UNITA) como principales candidatos. La UNITA reanudó la guerra civil contra el gobierno del MPLA, por lo que las elecciones y gran parte de las garantías constitucionales, fueron retrasadas y disueltas por el estado de emergencia provocado por la guerra. Durante todo este período, Dos Santos se mantuvo como presidente a pesar de que, al no haberse celebrado un balotaje (puesto que ni él ni Savimbi habían obtenido mayoría absoluta), no contaba con la legitimidad democrática requerida constitucionalmente. La guerra civil llegó a su fin en 2002, tras la muerte de Savimbi en una emboscada. El MPLA se negó a celebrar la segunda vuelta de las elecciones presidenciales, pero organizó elecciones legislativas en 2008. La mayoría absoluta obtenida por el MPLA, a pesar de las denuncias de fraude electoral, le permitió al régimen de Dos Santos adoptar una nueva constitución que eliminaba la elección directa del Presidente. De ese modo, Angola pasó de ser un estado de partido único a uno de partido dominante.

## Campaña
Un total de nueve partidos políticos y coaliciones participaron en las elecciones. Cuatro de ellos (el MPLA, la UNITA, el FNLA, y el PRS) eran partidos, mientras que los otros cinco (FUMA, NDUE, PAPOD, CASA-CE y CPO) eran coaliciones. CASA-CE (Convergencia Amplia para la Salvación de Angola - Coalición Electoral) era una escisión sufrida por la UNITA, tras la derrota de Abel Chivukuvuku, su líder, en las elecciones primarias contra Samakuva, el antiguo líder del partido.
El 13 de junio de 2012, el Comité Central del MPLA designó como titular de la lista de diputados al Presidente José Eduardo dos Santos y como segundo candidato en la lista al Ministro de Estado de Coordinación Económica Manuel Vicente. Bajo la nueva constitución, esto haría que dos Santos ganara otro mandato como presidente, con Vicente convirtiéndose en vicepresidente.
La UNITA criticó al gobierno por corrupción y, entre otras evidencias, entregó el contrato para cubrir la elección a la empresa española Indra-Sistemas SA, que también dirigió la elección de 2008 y fue acusada de ayudar al MPLA a ganar esa elección. También se informó que los medios habían sido sesgados en su cobertura a favor del MPLA. Sin embargo, también se esperaba que la UNITA obtuviera una mayor participación en el voto y redujera el voto popular del MPLA con respecto a las elecciones anteriores. Otras cuestiones se centraron en una mayor transparencia y un gobierno más democrático.

## Proceso electoral
El comandante de la Policía Nacional, el general Ambrósio de Lemos, dijo que estaba dispuesto a garantizar que se aplicaran las leyes electorales: "No toleraremos ni permitiremos que se descarguen estas elecciones. Los ciudadanos podrán acceder a los centros de votación durante el período electoral sin ningún problema".
El día antes de las elecciones, cuando miembros de CASA-CE intentaron ingresar a la oficina de la Comisión Nacional Electoral (CNE) con el fin de obtener sus derechos de observación; la policía arrestó a una docena de miembros del partido. El candidato del partido William Tonet dijo a Reuters que la policía fuera del edificio había realizado varios disparos para mantener alejados a los jóvenes miembros del partido. Sin embargo, esto fue negado por un oficial de policía en la cercana estación de policía de Quarta Esquadra, aunque las detenciones fueron confirmadas. Tonet agregó que no hubo lesiones. Mencionó que de las 6.850 acreditaciones solicitadas, sólo 3.000 habían sido aprobadas. Sin embargo, la CNE había dicho que aprobó 97.000 observadores locales de los nueve partidos y coaliciones que estaban disputando las elecciones. Luis Ngimbi, jefe de un equipo local de observadores, dijo que no había demasiados reportes violentos durante la campaña.
Samakuva también expresó su preocupación antes de la elección por posibles irregularidades, principalmente en lo que respecta al rol electoral. Él dijo: "Muchos nombres angoleños no aparecen en la lista de votantes, y en muchos lugares las listas de votantes no han sido liberadas. Hemos llegado a la conclusión de que la Comisión Nacional Electoral no está lista. No existen las condiciones para garantizar lo mínimo de un proceso organizado y transparente". También buscó reunirse con Dos Santos para expresar las preocupaciones y pedir la acreditación de supervisión de 2.000 de los miembros de su partido.
El día de las elecciones, Dos Santos, que votó en una escuela cercana a su residencia oficial, dijo: "Estoy satisfecho porque el proceso va sin contratiempos en todo el país y exhorto a todos los angoleños a votar, a votar por la democracia, que es importante". "Hoy la gente tiene poder en sus manos, y es una gran responsabilidad". Esta fue la primera votación directa sobre su presidencia.
La Unión Africana afirmó que las elecciones habían sido "libres, justas, transparentes y creíbles", pero señaló que a los partidos de oposición no se les había dado el mismo acceso a los medios de comunicación. La UNITA anunció que apelarían los resultados de las elecciones alegando que los resultados anunciados por la Comisión Electoral Nacional no coincidían con sus cuentas en las mesas electorales. CASA-CE adoptó la misma postura.

## Resultados

### Resultado general
|  | 71.85 % |

|  | 18.67 % |

|  | 6.00 % |

|  | 1.71 % |

|  | 1.13 % |

|  | 0.23 % |

|  | 0.15 % |

|  | 0.14 % |

|  | 0.05 % |

|  | 93.98 % |

|  | 3.46 % |

|  | 2.56 % |

|  | 100.00 % |

|  | 62.77 % |

### Resultado por distrito electoral
|  | 79.39 % |

|  | 13.89 % |

|  | 3.65 % |

|  | 1.89 % |

|  | 0.60 % |

|  | 0.28 % |

|  | 0.12 % |

|  | 0.08 % |

|  | 0.05 % |

|  | 93.76 % |

|  | 3.63 % |

|  | 2.61 % |

|  | 100.00 % |

|  | 65.40 % |

|  | 73.09 % |

|  | 20.50 % |

|  | 4.65 % |

|  | 0.79 % |

|  | 0.55 % |

|  | 0.13 % |

|  | 0.09 % |

|  | 0.08 % |

|  | 0.07 % |

|  | 95.01 % |

|  | 2.98 % |

|  | 1.69 % |

|  | 0.32 % |

|  | 100.00 % |

|  | 69.19 % |

|  | 60.78 % |

|  | 36.21 % |

|  | 0.97 % |

|  | 0.96 % |

|  | 0.56 % |

|  | 0.16 % |

|  | 0.13 % |

|  | 0.11 % |

|  | 0.07 % |

|  | 91.39 % |

|  | 5.62 % |

|  | 2.45 % |

|  | 0.54 % |

|  | 100.00 % |

|  | 64.99 % |

|  | 59.40 % |

|  | 24.46 % |

|  | 13.92 % |

|  | 1.11 % |

|  | 0.73 % |

|  | 0.11 % |

|  | 0.09 % |

|  | 0.08 % |

|  | 0.05 % |

|  | 96.22 % |

|  | 1.55 % |

|  | 2.23 % |

|  | 100.00 % |

|  | 59.32 % |

|  | 78.09 % |

|  | 18.55 % |

|  | 1.22 % |

|  | 0.87 % |

|  | 0.82 % |

|  | 0.18 % |

|  | 0.11 % |

|  | 0.08 % |

|  | 0.04 % |

|  | 94.96 % |

|  | 3.01 % |

|  | 2.02 % |

|  | 0.01 % |

|  | 100.00 % |

|  | 58.84 % |

|  | 88.30 % |

|  | 4.93 % |

|  | 3.65 % |

|  | 1.64 % |

|  | 0.82 % |

|  | 0.28 % |

|  | 0.12 % |

|  | 0.12 % |

|  | 0.08 % |

|  | 92.47 % |

|  | 5.22 % |

|  | 1.87 % |

|  | 0.44 % |

|  | 100.00 % |

|  | 66.64 % |

|  | 84.90 % |

|  | 10.81 % |

|  | 2.23 % |

|  | 1.01 % |

|  | 0.54 % |

|  | 0.17 % |

|  | 0.14 % |

|  | 0.09 % |

|  | 0.07 % |

|  | 92.47 % |

|  | 5.73 % |

|  | 1.80 % |

|  | 100.00 % |

|  | 69.75 % |

|  | 92.43 % |

|  | 4.83 % |

|  | 1.50 % |

|  | 0.50 % |

|  | 0.39 % |

|  | 0.18 % |

|  | 0.06 % |

|  | 0.04 % |

|  | 0.03 % |

|  | 96.04 % |

|  | 2.82 % |

|  | 1.11 % |

|  | 0.03 % |

|  | 100.00 % |

|  | 56.01 % |

|  | 68.23 % |

|  | 28.06 % |

|  | 2.00 % |

|  | 0.80 % |

|  | 0.49 % |

|  | 0.13 % |

|  | 0.10 % |

|  | 0.09 % |

|  | 0.05 % |

|  | 94.82 % |

|  | 4.49 % |

|  | 0.68 % |

|  | 0.01 % |

|  | 100.00 % |

|  | 69.18 % |

|  | 83.89 % |

|  | 9.05 % |

|  | 4.86 % |

|  | 1.01 % |

|  | 0.67 % |

|  | 0.19 % |

|  | 0.11 % |

|  | 0.10 % |

|  | 0.07 % |

|  | 92.77 % |

|  | 4.55 % |

|  | 2.37 % |

|  | 0.31 % |

|  | 100.00 % |

|  | 58.95 % |

|  | 59.47 % |

|  | 24.77 % |

|  | 12.84 % |

|  | 1.18 % |

|  | 0.79 % |

|  | 0.30 % |

|  | 0.23 % |

|  | 0.19 % |

|  | 0.19 % |

|  | 94.90 % |

|  | 1.22 % |

|  | 3.65 % |

|  | 0.23 % |

|  | 100.00 % |

|  | 58.19 % |

|  | 72.59 % |

|  | 13.17 % |

|  | 10.07 % |

|  | 1.82 % |

|  | 1.38 % |

|  | 0.43 % |

|  | 0.29 % |

|  | 0.12 % |

|  | 0.08 % |

|  | 92.59 % |

|  | 4.32 % |

|  | 2.66 % |

|  | 0.43 % |

|  | 100.00 % |

|  | 57.50 % |

|  | 58.52 % |

|  | 24.46 % |

|  | 14.00 % |

|  | 1.15 % |

|  | 1.03 % |

|  | 0.35 % |

|  | 0.28 % |

|  | 0.10 % |

|  | 0.06 % |

|  | 94.38 % |

|  | 2.89 % |

|  | 2.42 % |

|  | 0.31 % |

|  | 100.00 % |

|  | 67.13 % |

|  | 87.18 % |

|  | 5.95 % |

|  | 3.54 % |

|  | 1.44 % |

|  | 1.24 % |

|  | 0.27 % |

|  | 0.14 % |

|  | 0.11 % |

|  | 0.07 % |

|  | 90.90 % |

|  | 5.93 % |

|  | 2.65 % |

|  | 0.52 % |

|  | 100.00 % |

|  | 61.69 % |

|  | 87.18 % |

|  | 9.82 % |

|  | 5.29 % |

|  | 1.09 % |

|  | 0.88 % |

|  | 0.17 % |

|  | 0.12 % |

|  | 0.09 % |

|  | 0.05 % |

|  | 94.46 % |

|  | 3.84 % |

|  | 1.70 % |

|  | 100.00 % |

|  | 65.61 % |

|  | 85.75 % |

|  | 7.41 % |

|  | 5.31 % |

|  | 0.56 % |

|  | 0.54 % |

|  | 0.24 % |

|  | 0.05 % |

|  | 0.05 % |

|  | 0.05 % |

|  | 94.97 % |

|  | 3.47 % |

|  | 1.46 % |

|  | 0.10 % |

|  | 100.00 % |

|  | 64.82 % |

|  | 82.90 % |

|  | 10.59 % |

|  | 2.36 % |

|  | 2.03 % |

|  | 1.31 % |

|  | 0.28 % |

|  | 0.28 % |

|  | 0.10 % |

|  | 0.10 % |

|  | 92.84 % |

|  | 5.49 % |

|  | 1.66 % |

|  | 0.01 % |

|  | 100.00 % |

|  | 70.82 % |

|  | 63.15 % |

|  | 23.50 % |

|  | 7.66 % |

|  | 2.94 % |

|  | 1.63 % |

|  | 0.48 % |

|  | 0.34 % |

|  | 0.15 % |

|  | 0.11 % |

|  | 95.92 % |

|  | 2.31 % |

|  | 1.78 % |

|  | 100.00 % |

|  | 58.42 % |